# کاننلمکی
کانْنِلْمَکی (به فنلاندی: Kannelmäki) یک منطقهٔ مسکونی در فنلاند است که در هلسینکی واقع شده‌است. کاننلمکی ۱٫۹۸ کیلومتر مربع مساحت و ۱۲٬۴۸۸ نفر جمعیت دارد.